# Giro delle Fiandre 1983
Il Giro delle Fiandre 1983, sessantasettesima edizione della corsa, fu disputato il 3 aprile 1983, per un percorso totale di 272 km. Fu vinto dall'olandese Jan Raas, al traguardo con il tempo di 6h37'27" alla media di 41,062 km/h.
Partenza a Sint-Niklaas con 188 ciclisti di cui 38 portarono a termine il percorso.

## Ordine d'arrivo (Top 10)
| Pos. | Corridore           | Squadra        | Tempo    |
| ---- | ------------------- | -------------- | -------- |
| 1    | Jan Raas            | TI Raleigh     | 6h37'27" |
| 2    | Ludo Peeters        | TI Raleigh     | a 1'30"  |
| 3    | Marc Sergeant       | Europ Decor    | s.t.     |
| 4    | Luc Colyn           | Fangio         | s.t.     |
| 5    | Guy Nulens          | Jacky Aernoudt | s.t.     |
| 6    | Paul Haghedooren    | Splendor       | s.t.     |
| 7    | Michel Pollentier   | Safir          | s.t.     |
| 8    | Johan van der Velde | TI Raleigh     | s.t.     |
| 9    | Phil Anderson       | Peugeot        | s.t.     |
| 10   | Jan Bogaert         | Europ Decor    | a 6'22"  |